# Serving GPRS Support Node
Le SGSN (Serving GPRS Support Node) est une passerelle permettant l'acheminement des données dans les réseaux mobiles Global System GSM GPRS, EDGE et UMTS.

## Description
Il gère l'interface avec le réseau de paquets externe (e.g. IP) via une autre passerelle, le GGSN (Gateway GPRS Support Node) pour les appels sortants (chaque GGSN est identifié par l'Access Point Name fourni dans la demande d'activation du mobile) et vers la station mobile pour les appels entrants. Il maintient les informations identifiant l'abonné et les services utilisés. Il contrôle la localisation du mobile sur une « Routing Area ».